# HTTP 503
HTTP 503、またはエラーメッセージ 503 Service Unavailable（「サービス利用不可」「サービスが利用できません」の意）は、HTTPステータスコードの一つ。一時的にサーバーにアクセスできないことを示す。

## 概要
HTTPによる通信の際、クライアント（ブラウザー）からのアクセス要求に対するサーバー側からの返答コード（HTTPステータスコード）の一つ。初めの5がサーバー内部のエラーであることを示している。同様にサーバーエラーが関連して表示されるエラーコードである500 Internal Server Errorとは違い、このコードは一時的にサーバにアクセスできずサービスが利用不可能になっていることを示している。このコードが表示される要因としては、
- 当該ウェブサイトに瞬間的に多数のアクセスがなされ、サーバーが処理不能に陥った。
- サーバーがメンテナンス中などで機能していなかった。
- サーバ内の最大データ転送量を超過した。
- 同一サーバ内の他のサイトへのアクセスの集中。

などが挙げられる。一度このエラーが発生してしまうと、サーバのトラブルが解消されない限り復旧しない。対処法としてはウェブサーバー側の高性能化、キャッシュを利用したデータの転送量および転送速度の向上などがある。
LaravelやRuby on Railsなど、一部のWebアプリケーションフレームワークでは、設定の変更や、コマンド実行などで、メンテナンス形態にすることが可能となっている。この状態にすると、常に503のエラーコードを返す事となる。例えば、LaravelではArtisanコマンドを用いてphp artisan downというコマンドを実行すると、常に503のコードとともに、メンテナンス画面を表示する状態となる。